# Międzynarodowy Festiwal Teatralny „Dialog”
Międzynarodowy Festiwal Teatralny „Dialog” – Wrocław – festiwal teatralny organizowany od 2001 roku co dwa lata we Wrocławiu. 
Twórcą festiwalu i długoletnim dyrektorem artystycznym była Krystyna Meissner. W pierwotnym założeniu miał być spotkaniem teatrów Zachodu i Wschodu, kulturową konfrontacją stylów, estetyk i języków. Dyskurs ten odwzorowany był w jego przebiegu. Każdego dnia wystawiane była dwa spektakle, początkowo jednego polskiego i jednego zagranicznego teatru. W późniejszych latach polem konfrontacji zamiast pochodzenia stała się tematyka wystawianego spektaklu.
Do 2012 roku festiwal odbywał się w ramach Wrocławskiego Teatru Współczesnego, któremu dyrektorowała wówczas Krystyna Meissner. Po jej odejściu z Teatru Współczesnego organizatorem festiwalu został wrocławski Impart.
Edycje festiwalu odbywały się regularnie co dwa lata począwszy od 2001 roku. Dziewiąta edycja z 2017 odbyła się dzięki publicznej zbiórce, gdy z finansowania wydarzenia 18 dni przed rozpoczęciem wycofało się Ministerstwo Kultury i Dziedzictwa Narodowego w wyniku kontrowersji wokół jednego ze spektakli.
Dwuletni cykl festiwalu został zaburzony w 2019 roku, gdy 10. edycja została przeniesiona na rok 2020. Ostatecznie w wyniku epidemii COVID-19 odbyła się jesienią 2021.
W maju 2024 roku władze Wrocławia podjęły decyzję o kontynuowaniu finansowania festiwalu. Za sugestią Krystyny Meissner (zmarła w 2022 roku) nowym dyrektorem festiwalu został Mirosław Kocur, profesor Uniwersytetu Wrocławskiego i Akademii Sztuk Teatralnych. Nowa edycja „Dialogu" jest planowana w październiku 2025.